# Karl Niederberger (Politiker, 1891)
Karl Niederberger (* 20. Februar 1891 in Kleinmünchen, Österreich-Ungarn; † 5. November 1975 in Linz, Österreich) war ein österreichischer Politiker und Arzt.

## Leben und Karriere
Karl Niederberger wurde am 20. Februar 1891 in der Gemeinde Kleinmünchen, einem seit 1923 eingemeindeten Stadtteil von Linz, als Sohn eines Gastwirts geboren. Nach dem Besuch des Gymnasiums in Linz begann er ein Studium an der Medizinischen Fakultät der deutschen Karl-Ferdinands-Universität in Prag, von der er im Jahre 1916 als Doktor der Medizin promoviert wurde. Während seiner Studienzeit trat er am 9. Oktober 1911 auch der Studentenverbindung K. a. V. Saxo-Bavaria Prag in Wien bei, wo er den Couleurnamen Gunnar trug und im Wintersemester 1914/15 Senior war. Sein Leibfuchs in dieser Zeit war der spätere oberösterreichische Landeshauptmann Heinrich Gleißner. Im Februar wurde Niederberger zur Spitalspflege nach Chrudim in Ostböhmen geschickt, ehe er nach seinem Studienende zum Kriegsdienst beim k.u.k. Infanterieregiment „Ernst Ludwig Großherzog von Hessen und bei Rhein“ Nr. 14, dem Linzer Hausregiment, einberufen wurde. Nach dem Ersten Weltkrieg fungierte er ab 1918 als Gemeindearzt in Mauthausen und engagierte sich noch früh in der ärztlichen Standesvertretung.
Bereits ab 1920 gehörte er dem Wirtschaftlichen Verband der Ärzte in Oberösterreich als Vorstandsmitglied an und war in den Jahren 1934 bis 1938 auch dessen Obmann. Als Vorstandsmitglied gründete er im Jahre 1924 auch die heute noch immer existierende Wohlfahrtskasse, die eigentlich nur für Oberösterreich gegründet wurde, aber heute in ganz Österreich Nachahmung findet. Von ebendiesem Jahr bis 1938 gehörte Niederberger auch dem Vorstand des Reichsverbandes der österreichischen Ärzteorganisationen an und war von 1934 bis 1938 Vorstandsmitglied der oberösterreichischen Ärztekammer und Mitglied des oberösterreichischen Landessanitätsrates. Diese Funktionen im öffentlichen Leben, sowie seine enge Verbindung zum mittlerweile als Landeshauptmann fungierenden Heinrich Gleißner gelten mitunter als Grund dafür, dass Niederberger als Vertreter der freien Berufe zum Abgeordneten in den Oberösterreichischen Landtag bestellt wurde. Diesem gehörte er daraufhin in der XV. Wahlperiode vom 1. November 1934 bis zum 18. März 1938 an. Daneben agierte er auch im Gemeinderat von Mauthausen, deren Gemeindearzt er von 1918 bis 1945 war.
Nach dem Zweiten Weltkrieg trat Niederberger als praktischer Arzt und Leiter eines Instituts für physikalische Therapie in Linz in Erscheinung. Da er sich aufgrund einer Scheidung und Wiederheirat nach 1945 nicht mehr bei der K. a. V. Saxo-Bavaria Prag in Wien und beim Österreichischen Cartellverband gemeldet hatte, schied er aus dem Österreichischen Cartellverband aus. In Linz engagierte er sich neuerlich in der ärztlichen Standesvertretung und kandidierte mit einer eigenen Namensliste. In den Jahren 1950 bis 1970 war er als Präsident der Oberösterreichischen Ärztekammer tätig und war zudem von 1953 bis 1956 Präsident der Österreichischen Ärztekammer, deren Vizepräsident er auch von 1958 bis 1959 war. Sein Nachfolger als Präsident war Konrad Eberle, Mitglied der KÖHV Leopoldina Innsbruck, der ebenfalls kurzzeitig in der Politik tätig war. Während seiner Zeit als Präsident der Österreichischen Ärztekammer bekleidete Niederberger von 1955 bis 1956 das Amt des Präsidenten des Weltärztebundes und gehörte von 1954 bis 1956 dem Obersten Sanitätsrat als Mitglied an.
Im Jahre 1958 wurde er zum Ehrenmitglied der Medizinischen Gesellschaft für Oberösterreich ernannt und im Jahre 1961 wurde ihm das Große Ehrenzeichen für Verdienste um die Republik Österreich verliehen. Darüber hinaus wurde ihm von der Marktgemeinde Mauthausen die Ehrenbürgerschaft verliehen. Nachdem er einen Schlaganfall erlitten hatte, starb Niederberger am 5. November 1975 im Alter von 84 Jahren in Linz und wurde am dortigen St. Barbara-Friedhof beerdigt.